# 沿岸角猛水蚤
沿岸角猛水蚤（学名：Cletocamptus deitersi）为短角猛水蚤科角猛水蚤属的动物。分布于西印度群岛、危地马拉、乌拉圭、阿根廷、夏威夷群岛、百慕大群岛以及中国大陆的广东等地，分布于各种类型的水域中。